# Peder Belgum
Peder Belgum (ur. 17 lub 18 lipca 1903, zm. 24 września 1996 w Oslo) – norweski narciarz uprawiający zarówno kombinację norweską, jak i skoki narciarskie. Uczestnik mistrzostw świata w narciarstwie klasycznym.
W swojej karierze raz wystartował w rywalizacji skoczków narciarskich na mistrzostwach świata seniorów – w 1929 w Zakopanem, gdzie, po skokach na odległość 40,5 i 47,5 metrów, zajął 22. pozycję.
Dwukrotnie zajmował miejsca w czołowej „szóstce” w rywalizacji kombinatorów norweskich na mistrzostwach świata seniorów – w 1929 w Zakopanem był 6., a rok później w Oslo uplasował się na 4. miejscu.